# Кобург (Онтаріо)
 Ко́бург  (англ. Cobourg) — містечко в графстві Нортамберленд, Південному Онтаріо у Канаді.
Кобург розташований 95 км на схід від міста Торонто й 35 км на схід від міста Ошава. Найближчі сусідні містечка Порт-Гоуп 7 км на захід та Ґрафтон 12 км на схід.

## Історія
Населені пункти, що входять до складу сьогоднішнього Кобурга засновувалися лоялістами Об'єднаної Імперії в 1798. Місто спочатку складалося з групи невеликих сіл: таких як Амгерст і Гордскрабль  — яких пізніше назвали Гамільтоном.
Містечко перейменовано на Кобург в 1818 на честь укладання шлюбу Шарлотти Августи Уельської та принца Леопольда Саксен-Кобург-Заальфельда.

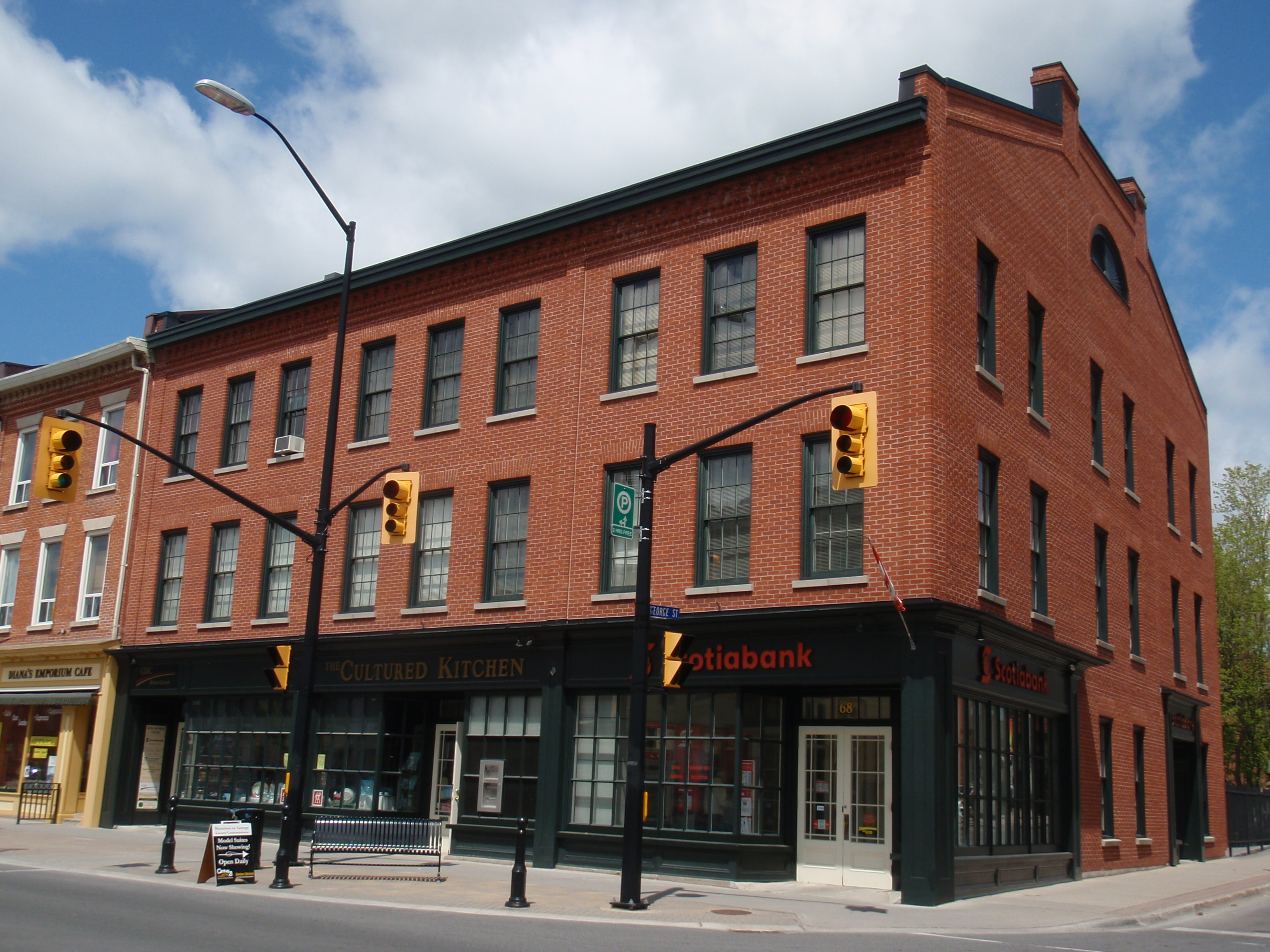
Мейн-Стріт Кобурга

## Відомі люди
- Марі Дресслер (1868—1934) — канадо-американська актриса, володарка премії «Оскар» (1931).
- Аліса Евелін Вілсон (1881—1964) — перша жінка-геолог Канади.